# Gélivasque
« Une gélivasque est une dépression topographique de faible dimension dépourvue de couvert arborescent à l'intérieur d'un environnement forestier au sein de la forêt boréale. »
La gélivasque est créée par l'affaissement du sol qui favorise la concentration de masses d'air froid — plus dense et plus lourd — lors des nuits sans vent.  Dans la forêt boréale, la température estivale de ces masses d'air tombe souvent sous le point de congélation, ce qui nuit à l'établissement des arbres, généralement l'épinette noire, en tuant les jeunes pousses.  Le résultat est une clairière tapissée de lichens et entourée d'arbres chétifs et rabougris, ceux-ci devenant de plus en plus matures et hauts à mesure qu'on s'éloigne de la dépression.  